# PINE64
　PINE 64は、64ビット対応のシングルボードコンピュータ。

## 概要
Pine64より発売された、オープンソースのシングルボードコンピュータ。Raspberry Piと同様のコンセプトである程度互換性があるが、同価格帯でのスペックはRaspberry Piよりも優れている。クラウドファンディングで資金を調達した。

## ハードウェア
ARM Cortex-A7プロセッサを備え、機種によってはギガビットLANにも対応する。他にも派生機種やオプションパーツが発売されている。CPUはArm系コアを使用する。PINE A64には、デベロッパーからの様々な周辺機器を使用可能である。これは、無線モジュールなどである。これには様々なエディションが用意されており、公式サイトには2023年まで安定供給すると記述されている。表はPINE A64とA64+シリーズのスペックで、RAMは512MBと1GB,2GBモデルが販売されている。Linuxのコマンドの練習や文字だけの文書作成程度には耐えられるが、重い処理には向かない。

## ソフトウェア
オペレーティングシステムはAndroid、Ubuntu等が動作可能とされる。デフォルトはArmbian。他にもUbuntuやDebian,Androidも動作可能とされているが、公式サイトでの配布が終了しているため現在はArmbianのみ使用可能である。また、Armbian公式ページからダウンロードしたOSデータでないと起動できない。OS書き込みの際、データに移動またはコピーでは不要データが同時に入力されてしまうため、SDカード書き込みソフトで書き込む必要がある。